# Ger Zijlstra
Gerrit (Ger) Zijlstra (Utrecht, 25 juni 1943 - onbekend, 7 juni 2020) was een Nederlands beeldhouwer, schilder, tekenaar, omgevingskunstenaar en voormalig academiedocent.

## Leven en werk
Zijlstra studeerde aan de Koninklijke Academie van Beeldende Kunsten in Den Haag (1960-1963) en, als leerling van Piet Esser, aan de Rijksakademie van beeldende kunsten in Amsterdam (1963-1967). Van 1973 tot 1996 was hij als docent verbonden aan de Gerrit Rietveld Academie. Tot zijn leerlingen behoorden Lucy Sarneel en Louise Schouwenberg. Zijlstra maakt abstracte beelden, waarbij hij in zijn vroeger werk werd beïnvloed door Henry Moore. Uit zijn later werk blijkt Zijlstra's interesse voor de archeologie. Zijlstra schilderde en tekende ook en ontwierp enkele penningen. De kunstenaar en zijn vrouw hadden sinds 2005 een boerenhoeve met atelier in Épineuil-le-Fleuriel. Zijlstra overleed op 7 juni 2020.

## Enkele werken
- 1970: Amphibie, Stratingplantsoen/Wijkerstraatweg, Velsen-Noord
- 1974: Torsie, Westbroekpark, Den Haag
- 1975: zonder titel, Hoogoord, Bijlmermeer (Amsterdam)
- 1977: zonder titel, jaarpenning van de Vereniging voor Penningkunst
- 1977 monument slachtoffers brand hotel Polen, De Nieuwe Oosterbegraafplaats, Amsterdam
- 1980 penning 100 jaar Vrije Universiteit Amsterdam
- 1982: Verzetsmonument, Hoofddorp
- 1985 Scheepskiel, Lelystad
- 1985 Klingkrabber, Zuidsingel (bij bibliotheek), Swifterbant
- 1990: zonder titel, Koekoeklaan/Zwaluwlaan, Bussum
- Constructie met bol, Keizer Karelweg, Amstelveen

## Foto's

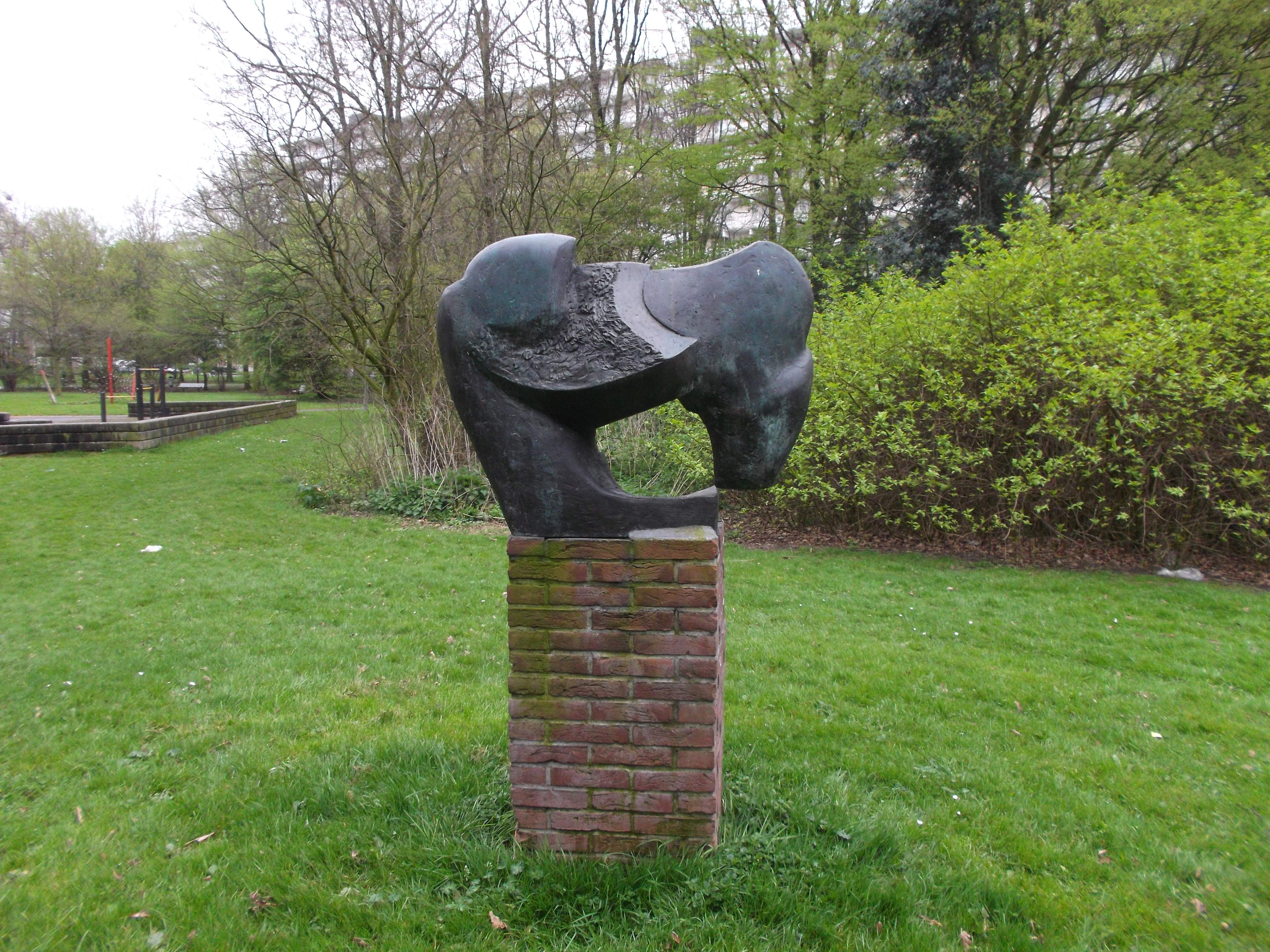
Zonder titel (1975), Amsterdam-Zuidoost
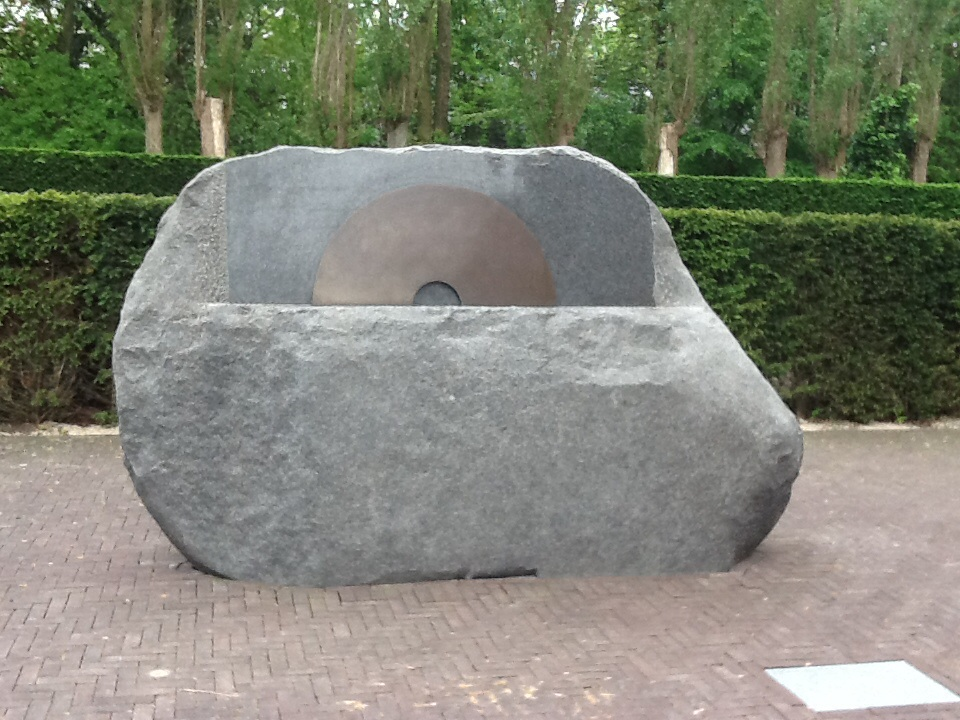
Verzetsmonument (1982), Hoofddorp
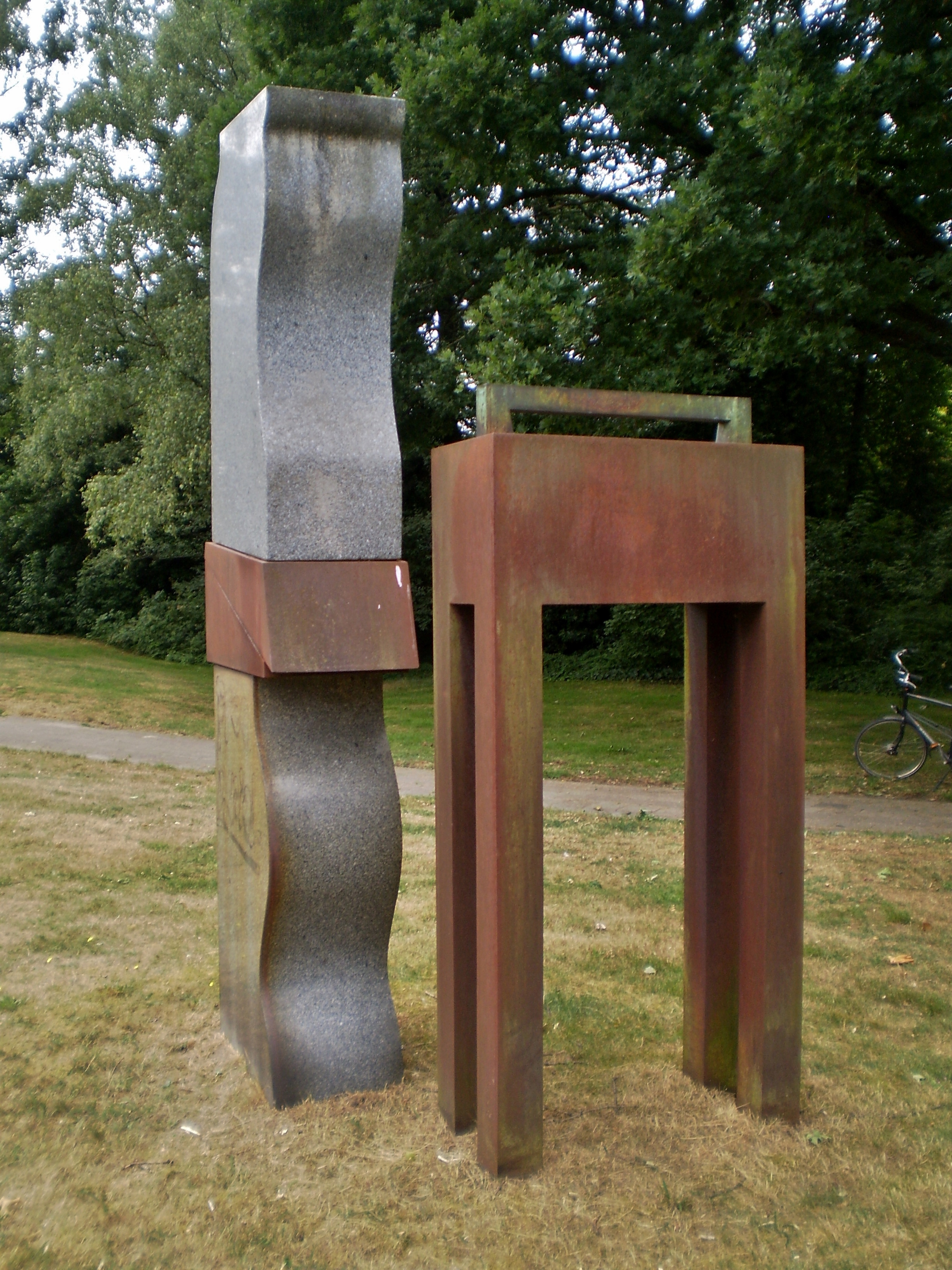
Zonder titel (1990), Bussum

- RKD-Nederlands Instituut voor Kunstgeschiedenis: 86402